# Klaus Allofs
Klaus Allofs (Düsseldorf, 5 december 1956) is een voormalig Duits profvoetballer en sportief directeur bij VfL Wolfsburg. Zijn jongere broer Thomas was ook profvoetballer.

## Clubcarrière
Allofs startte zijn profcarrière in 1975 bij Fortuna Düsseldorf, waarmee hij in zowel 1979 als 1980 de DFB-Pokal won. Zijn talent werd al snel opgemerkt door vele clubs en in 1981 verhuisde hij naar 1. FC Köln, waarmee hij in 1983 opnieuw de DFB-Pokal won. Daar speelde hij tot 1987, toen hij naar Olympique Marseille vertrok. In 1979 en 1985 werd hij topschutter van de Bundesliga.
Bij Olympique de Marseille speelde Allofs twee seizoenen. In 1989 werd hij met Marseille landskampioen en won hij de Coupe de France. Hij bleef in de Division 1 spelen, ditmaal voor Girondins de Bordeaux. In 1990 verliet hij Frankrijk om opnieuw in zijn thuisland te voetballen. Hij speelde de laatste twee seizoenen van zijn carrière bij Werder Bremen. In 1991 won hij er de DFB-Pokal en in 1992, zijn laatste seizoen, de Europacup II.

## Interlandcarrière
Allofs speelde in totaal zesenvijftig interlands voor de West-Duitse nationale ploeg en scoorde zeventien keer voor zijn vaderland. Hij maakte zijn debuut op 11 oktober 1978 tegen Tsjechoslowakije. Met Duitsland won hij het EK 1980, waarin hij topschutter werd. In 1986 verloor hij met Duitsland de finale van het wereldkampioenschap tegen Argentinië.

## Trainerscarrière
Na zijn profcarrière werd Allofs in 1999 trainer van Fortuna Düsseldorf, maar dit was maar van korte duur. In juli 1999 werd hij aangesteld als manager bij Werder Bremen.

## Erelijst
Als speler
 Fortuna Düsseldorf
- DFB-Pokal: 1978/79, 1979/80

 1. FC Köln
- DFB-Pokal: 1982/83

 Olympique Marseille
- Division 1: 1988/89
- Coupe de France: 1988/89

 Werder Bremen
- Bundesliga: 1992/93
- DFB-Pokal: 1990/91
- Europacup II: 1991/92

 West-Duitsland
- UEFA EK: 1980

Individueel als speler
- Topscorer Bundesliga: 1978/79, 1984/85
- kicker Bundesliga Team van het Seizoen: 1978/79, 1984/85, 1990/91
- Topscorer UEFA EK: 1980
- Topscorer UEFA Cup: 1985/86

Als algemeen directeur
 Werder Bremen
- Bundesliga: 2003/04
- DFB-Pokal: 2003/04